# YoungBoy Never Broke Again
Kentrell DeSean Gaulden (Baton Rouge, 20 oktober 1999), beter bekend onder zijn artiestennaam NBA YoungBoy, is een Amerikaanse rapper.

## Biografie
Kentrell Gaulden werd geboren in Baton Rouge, Louisiana op 20 oktober 1999.
YoungBoy werd voor het grootste deel van zijn jeugd opgevoed door zijn oma mede doordat zijn vader veroordeeld werd tot een gevangenisstraf van 55 jaar toen YoungBoy 8 jaar was.
YoungBoy groeide op in het noorden van Baton Rouge.
Toen YoungBoy 4 jaar was brak hij zijn nek tijdens het worstelen. YoungBoy moest vervolgens een haloframe dragen. Daardoor kreeg hij 3 diepe littekens op zijn voorhoofd.

YoungBoy stopte op 14-jarige leeftijd met school om zich volledig te kunnen focussen op het maken van muziek.
Kort na het stoppen met school werd YoungBoy gearresteerd voor diefstal en werd veroordeeld tot 6 maanden jeugddetentie.
Terwijl YoungBoy vastzat schreef hij teksten voor zijn eerste mixtape.
Vlak voordat hij vrijgelaten werd uit jeugddetentie overleed zijn oma aan een hartaanval.
Nadat YoungBoy vrijkwam bracht hij zijn eerste mixtape uit genaamd Life Before Fame.
Na het overlijden van zijn oma trok YoungBoy in bij zijn jeugdvriend en rapper uit Baton Rouge, NBA 3Three (ook bekend als OG 3Three).
Samen met 3Three voerde hij criminele activiteiten uit om te kunnen betalen voor studiotijd.

## Carrière

### Begin van carrière
YoungBoy bracht in 2015 zijn eerste mixtape Life Before Fame uit.
Niet lang daarna bracht hij zijn tweede mixtape Mind Of A Menace uit. Hierna volgde een trilogie mixtapes van Mind Of A Menace, Mind Of A Menace 2 en Mind Of A Menace 3.
Op 27 oktober 2016 bracht YoungBoy zijn 4de mixtape 38 Baby uit met 14 tracks en features van onder andere Kevin Gates en Boosie Badazz. Velen zien dit als zijn breakthrough.

### Toenemende populariteit en platencontract
In 2017 werd YoungBoy benaderd door Atlantic Records voor een platen contract ter waarde van 2 miljoen dollar voor 5 albums, kort daarna tekende YoungBoy het contract.
Op 11 oktober 2019 bracht hij zijn 14e mixtape Al YoungBoy 2 uit. Ze debuteerde op nummer 1 in de Billboard 200 in de Verenigde Staten met 110 000 album-equivalente eenheden en is daarmee zijn eerste nummer-één album.
Op 21 Februari 2020 bracht YoungBoy zijn mixtape Still Flexin Still Steppin uit met 14 nummers met als enige feature Quando Rondo.
Still Flexin Still Steppin debuteerde op nummer 2 op de Billboard 200 in de Verenigde Staten met 91 000 album-equivalente.
YoungBoy staat tot heden al langer dan 100 weken op de top 10 meest bekeken artiesten lijst van youtube, met gemiddeld miljoenen views iedere week op zijn video clips is hij een van de grootste artiesten op youtube.
Op 24 april 2020 bracht YoungBoy zijn langverwachte mixtape 38 Baby 2 uit. De mixtape telt 17 nummers en Features van zijn eigen moeder Sherhonda Gaulden en Da Baby. 38 Baby 2 debuteerde op nummer 1 op de billboard 200 in de Verenigde Staten met 73,000 album-equivalente eenheden en is daarmee zijn tweede nummer-één album. Dagen voor het release van 38 baby 2 gaf YoungBoy op twitter aan dat hij een tijd lang geen muziek meer zou uitbrengen omdat hij zijn privéleven op orde zou willen stellen, ook gaf hij aan dat hij al zijn social media accounts zou gaan deactiveren na het uitbrengen van zijn mixtape.

### Top
YoungBoy bracht op 11 September 2020 zijn tweede studioalbum genaamd TOP uit met features van Snoop Dogg en Lil Wayne. TOP debuteerde op nummer 1 op de billboard 200 in de Verenigde Staten met 126,000 album-equivalente eenheden, dit maakte TOP YoungBoys meest succesvolle album tot heden. Daarnaast is TOP het derde album van YoungBoy dat nummer 1 haalde en YoungBoys tweede nummer 1-album in 2020.